# Funkcja monotoniczna

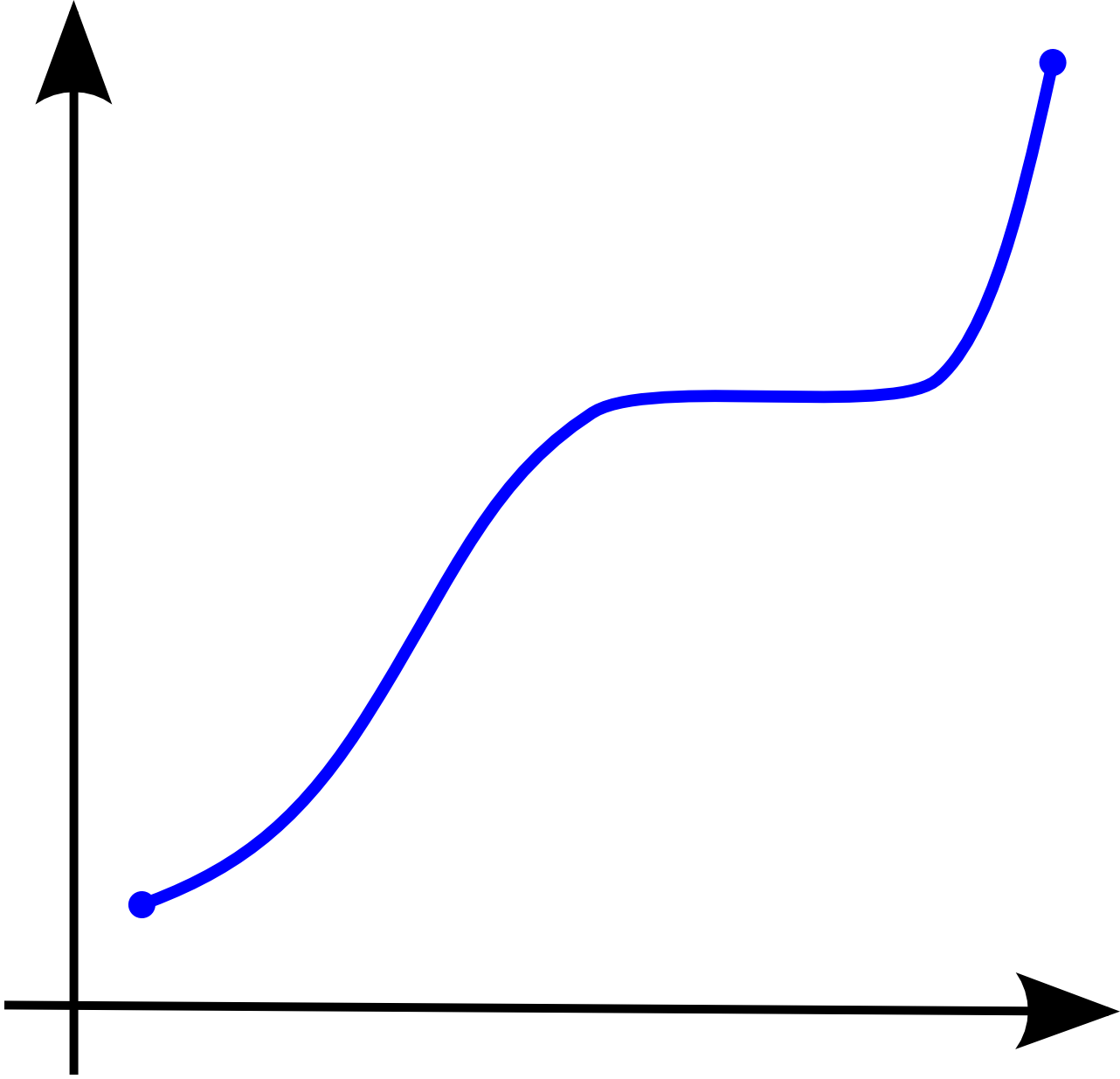
Funkcja monotonicznie niemalejąca (silnie po lewej i słabo po prawej).

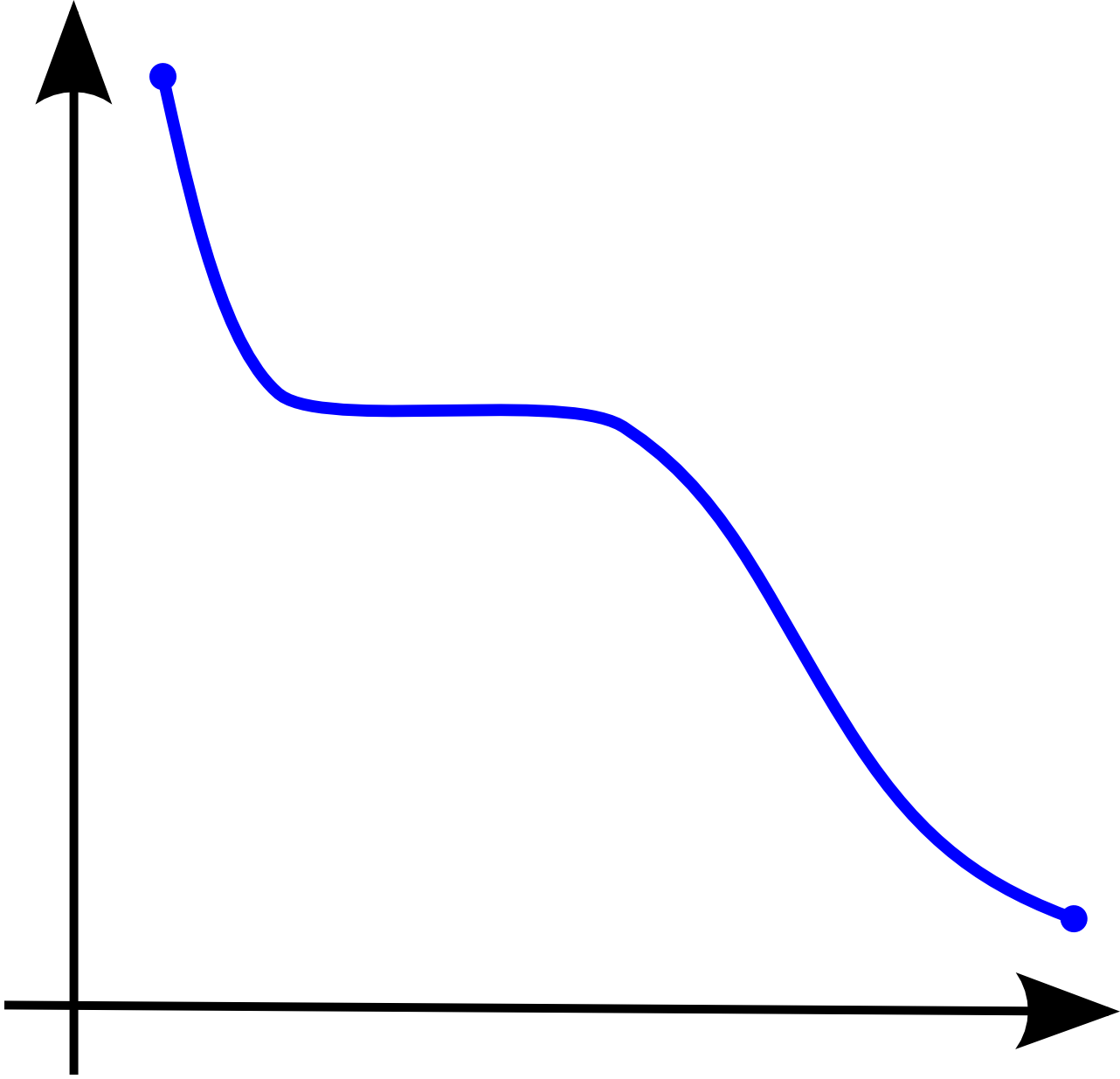
Funkcja monotonicznie nierosnąca.

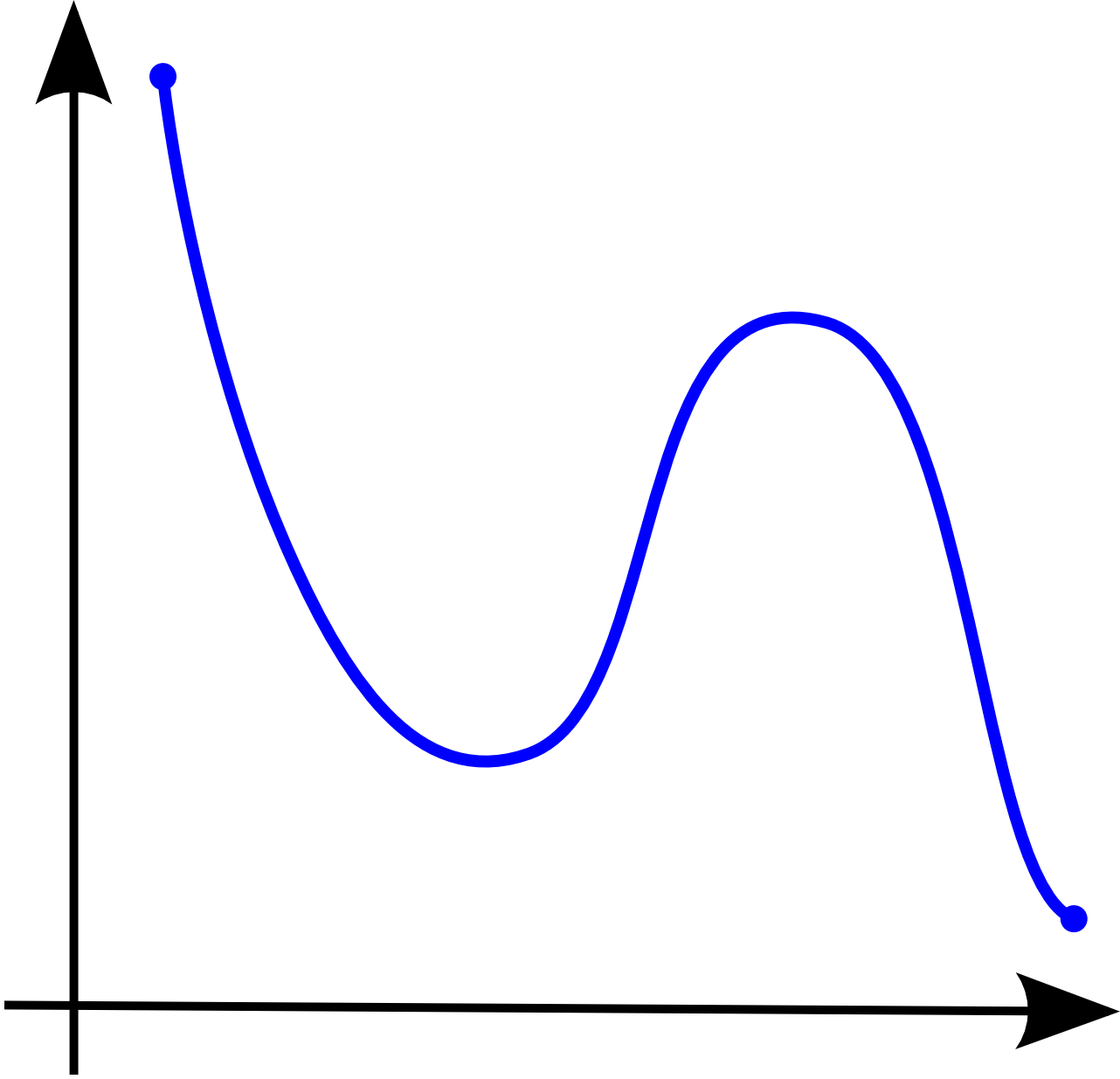
Funkcja niemonotoniczna.

Funkcja monotoniczna – funkcja, która zachowuje określony rodzaj porządku zbiorów. Pojęcie powstałe pierwotnie na gruncie analizy zostało uogólnione na gruncie teorii porządku.
Wyróżnia się odmiany funkcji monotonicznych jak niemalejące, nierosnące, rosnące i malejące. W szczególności pojęcie stosuje się do niektórych ciągów, które są funkcjami na podzbiorach zbioru liczb naturalnych. Przez to wyróżnia się ciągi niemalejące, nierosnące, rosnące i malejące.

## Definicje i odmiany
Niech {\displaystyle f\colon A\to B} będzie dowolną funkcją określoną na zbiorach silnie uporządkowanych {\displaystyle (A,<)} oraz {\displaystyle (B,\prec ),} takich jak np. podzbiory liczb całkowitych, wymiernych, czy rzeczywistych, a {\displaystyle a_{1},a_{2}} będą dowolnymi elementami {\displaystyle A.} Wówczas funkcję {\displaystyle f} nazywa się
- rosnącą lub silnie rosnącą, gdy
{\displaystyle a_{1}<a_{2}\Rightarrow f(a_{1})\prec f(a_{2});}
- malejącą lub silnie malejącą, gdy
{\displaystyle a_{1}<a_{2}\Rightarrow f(a_{2})\prec f(a_{1}).}

Jeżeli zbiory {\displaystyle (A,\leqslant )} oraz {\displaystyle (B,\preccurlyeq )} są słabo uporządkowane, to funkcję {\displaystyle f} nazywa się
- niemalejącą lub słabo rosnącą, gdy
{\displaystyle a_{1}\leqslant a_{2}\Rightarrow f(a_{1})\preccurlyeq f(a_{2});}
- nierosnącą lub słabo malejącą, gdy
{\displaystyle a_{1}\leqslant a_{2}\Rightarrow f(a_{2})\preccurlyeq f(a_{1}).}

Aby uczynić definicje przystępniejszymi wprowadza się dodatkowe relacje „większe” i „większe-równe” odwrotne względem powyższych, wówczas warunki po prawych stronach implikacji w drugiej i czwartej definicji mają postać kolejno: {\displaystyle f(a_{1})\succ f(a_{2})} i {\displaystyle f(a_{1})\succcurlyeq f(a_{2}).}
W szczególności symbole {\displaystyle <,\prec } oraz {\displaystyle \leqslant ,\preccurlyeq } mogą oznaczać odpowiednio relacje „mniejsze” {\displaystyle <} oraz „mniejsze-równe” {\displaystyle \leqslant } określone na zbiorach liczb całkowitych, wymiernych, czy rzeczywistych. Podobnie ma się rzecz z relacjami „większe” {\displaystyle >} i „większe-równe” {\displaystyle \geqslant .}
Funkcją monotoniczną nazywa się każdą z powyższych czterech rodzajów funkcji, choć niekiedy czyni się to tylko w stosunku do dwóch pierwszych. Aby uniknąć nieporozumień pierwsze dwie nazywa się czasami silnie monotonicznymi, a dwie pozostałe – słabo monotonicznymi. Można powiedzieć, że funkcje rosnące „zachowują porządek”, zaś funkcje malejące „odwracają” go.
Funkcje silnie monotoniczne są różnowartościowe. Należy zaznaczyć, że dowolna funkcja rosnąca jest niemalejąca, a każda funkcja malejąca jest nierosnąca. Dodatkowo jeśli {\displaystyle f} jest rosnąca, to {\displaystyle -f} maleje i odwrotnie; podobnie ma się rzecz z funkcjami nierosnącymi i niemalejącymi.
Jeżeli w zbiorze {\displaystyle B} zdefiniowano relację równości (równoważności; relacja porządku nie jest wymagana), wówczas funkcję {\displaystyle f} nazywa się
- stałą, gdy
{\displaystyle f(a_{1})=f(a_{2})} dla dowolnych {\displaystyle a_{1},a_{2}\in A.}

Jeżeli {\displaystyle B} jest dodatkowo zbiorem uporządkowanym, to funkcje stałe są jedynymi funkcjami tak niemalejącymi, jak i nierosnącymi. W związku z tym funkcja stała także bywa zaliczana do klasy funkcji monotonicznych.

## Przykłady
- Funkcja liniowa {\displaystyle f(x)=ax+b} jest malejąca, gdy {\displaystyle a<0,} rosnąca, gdy {\displaystyle a>0} jest niemalejąca, gdy {\displaystyle a\geqslant 0,} nierosnąca, gdy {\displaystyle a\leqslant 0} i stała, gdy {\displaystyle a=0.}
- Funkcja wykładnicza {\displaystyle f(x)=a^{x}} jest rosnąca, gdy {\displaystyle a>1,} malejąca, gdy {\displaystyle a<1} i stała dla {\displaystyle a=1.}
- Funkcja logarytmiczna {\displaystyle f(x)=\log _{a}x} rośnie, gdy {\displaystyle a>1} (w tym funkcja logarytmu naturalnego) i maleje {\displaystyle a<1.}
- Funkcja potęgowa {\displaystyle f(x)=x^{a}} rośnie na przedziale {\displaystyle [0,+\infty ),} gdy {\displaystyle a>0} i maleje, gdy {\displaystyle a<0.}

Przykładami ciągów (które są funkcjami) mogą być:
- ciąg słów {\displaystyle (ala,\,ala,\,ala,\dots ),} który jest stały;
- ciąg liczb naturalnych {\displaystyle 1,2,3,4,5,\dots ,} który (ściśle) rośnie;
- ciąg liczb całkowitych {\displaystyle -2,3,-2,3,-2,3,\dots ,} który nie jest monotoniczny.

## Własności i zastosowania
Funkcja monotoniczna przedziałami to funkcja, której dziedzinę można podzielić na przedziały tak, aby w każdym z nich osobno funkcja była monotoniczna (np. wartość bezwzględna, funkcje trygonometryczne, wielomiany; niektóre wielomiany są funkcjami monotonicznymi). Należy zaznaczyć, że większość funkcji rzeczywistych nie jest przedziałami monotoniczna (np. funkcja Dirichleta).
Dla {\displaystyle f\colon \mathbb {R} \to \mathbb {R} } zachodzą następujące własności:
- {\displaystyle f} ma granice lewostronną i prawostronną w każdym punkcie dziedziny;
- {\displaystyle f} ma granicę w nieskończoności (tak {\displaystyle +\infty ,} jak i {\displaystyle -\infty }) będącą liczbą rzeczywistą, bądź {\displaystyle +\infty } lub {\displaystyle -\infty ;}
- {\displaystyle f} może mieć tylko nieciągłości pierwszego rodzaju;
- {\displaystyle f} może mieć (co najwyżej) przeliczalnie wiele punktów nieciągłości w swojej dziedzinie.

Własności te są zasadniczym powodem, dla którego funkcje monotoniczne są użyteczne w analizie matematycznej. Ważnymi faktami dotyczącymi tych funkcji są:
- jeżeli {\displaystyle f} jest funkcją monotoniczną na przedziale otwartym {\displaystyle I,} to jest ona prawie wszędzie różniczkowalna na {\displaystyle I,} tzn. zbiór liczb {\displaystyle x\in I} takich, że {\displaystyle f} nie jest różniczkowalna w {\displaystyle x} jest miary zero Lebesgue’a; w szczególności funkcja różniczkowalna na {\displaystyle I} jest monotoniczna w tym przedziale, gdy jej pochodna nie zmienia tam znaku;
- jeżeli {\displaystyle f} jest funkcją monotoniczną określoną na przedziale {\displaystyle [a,b],} to jest ona całkowalna w sensie Riemanna.

Ważnym zastosowaniem funkcji monotonicznych jest dystrybuanta zmiennej losowej {\displaystyle X} w teorii prawdopodobieństwa:
{\displaystyle F_{X}(x)=\mathbb {P} (X\leqslant x)}
jest funkcją (słabo) rosnącą.
Funkcja unimodalna to funkcja, której wartości monotonicznie rosną do pewnego punktu (mody), a następnie monotonicznie maleją.

## Analiza funkcjonalna
W analizie funkcjonalnej (być może nieliniowy) operator {\displaystyle T\colon X\to X^{*}} określony na przestrzeni liniowo-topologicznej {\displaystyle X} nazywa się monotonicznym, jeżeli
dla dowolnych {\displaystyle u,v\in X} zachodzi {\displaystyle (Tu-Tv,u-v)\geqslant 0.}
Twierdzenie Kaczurowskiego (Качуровский, Kachurowskii) mówi, że pochodne funkcji wypukłych na przestrzeniach Banacha są operatorami monotonicznymi.
Podzbiór {\displaystyle G} zbioru {\displaystyle X\times X^{*}} nazywany jest zbiorem monotonicznym, jeżeli dla każdych dwóch par {\displaystyle (u_{1},w_{1})} i {\displaystyle (u_{2},w_{2})} z {\displaystyle G} jest
{\displaystyle (w_{1}-w_{2},u_{1}-u_{2})\geqslant 0.}
Jeżeli {\displaystyle G} jest maksymalnym w sensie inkluzji zbiorem monotonicznym, to mówi się, że jest on maksymalnie monotoniczny. Wykres operatora monotonicznego jest zbiorem monotonicznym. Operator monotoniczny nazywa się maksymalnie monotonicznym, jeżeli jego wykres jest zbiorem maksymalnie monotonicznym.

## Teoria porządku
Definicja monotoniczności w teorii porządku ma nieco węższy zakres, niż podana wyżej. Jest to spowodowane faktem, iż rozpatrywane tam zbiory nie muszą być całkowicie (liniowo) uporządkowane: bada się częściowe porządki, a nawet praporządki. Z tego powodu unika się tam wyrażeń „rosnący (słabo/silnie)”, czy „malejący (słabo/silnie)”. O funkcji {\displaystyle f\colon A\to B} między zbiorami {\displaystyle (A,\leqslant )} oraz {\displaystyle (B,\eqslantless )} mówi się, że jest monotoniczna, izotoniczna lub zachowuje porządek, jeżeli
{\displaystyle \forall _{a,b\in A}\;a\leqslant b\Rightarrow f(a)\eqslantless f(b).}
Jeżeli
{\displaystyle \forall _{a,b\in A}\;a\leqslant b\Rightarrow f(b)\eqslantless f(a),}
to funkcję {\displaystyle f} nazywa się antymonotoniczną, antytoniczną lub odwracającą porządek.
Łatwo można się przekonać, że złożenie dwóch funkcji monotonicznych jest funkcją monotoniczną. Funkcja stała jest zarazem monotoniczna i antymonotoniczna; odwrotnie, jeżeli funkcja jest tak monotoniczna, jak i antymonotoniczna, a dziedzina {\displaystyle f} jest kratą, to {\displaystyle f} musi być stała.
Funkcje monotoniczne są morfizmami w kategorii {\displaystyle \mathbf {Pos} } zbiorów częściowo uporządkowanych.

## Funkcje boole’owskie
W algebrze Boole’a funkcją monotoniczną nazywa się taką funkcję, że dla wszystkich {\displaystyle a_{i},b_{i}\in \{0,1\}} takich, że {\displaystyle a_{i}\leqslant b_{i}} dla {\displaystyle i=1,\dots ,n} spełniony jest warunek
{\displaystyle f(a_{1},\dots ,a_{n})\leqslant f(b_{1},\dots ,b_{n}).}
Monotoniczne funkcje boole’owskie to dokładnie te funkcje, które mogą być zdefiniowane jako złożenia spójników i (koniunkcji), lub (alternatyw), ale bez nie (negacji).
Liczba takich funkcji {\displaystyle n} zmiennych znana jest jako liczba Dedekinda dla {\displaystyle n.}